# Myscelia ethusa
Myscelia ethusa är en fjärilsart som beskrevs av Jean Baptiste Boisduval 1836. Myscelia ethusa ingår i släktet Myscelia och familjen praktfjärilar. Inga underarter finns listade i Catalogue of Life.

## Bildgalleri

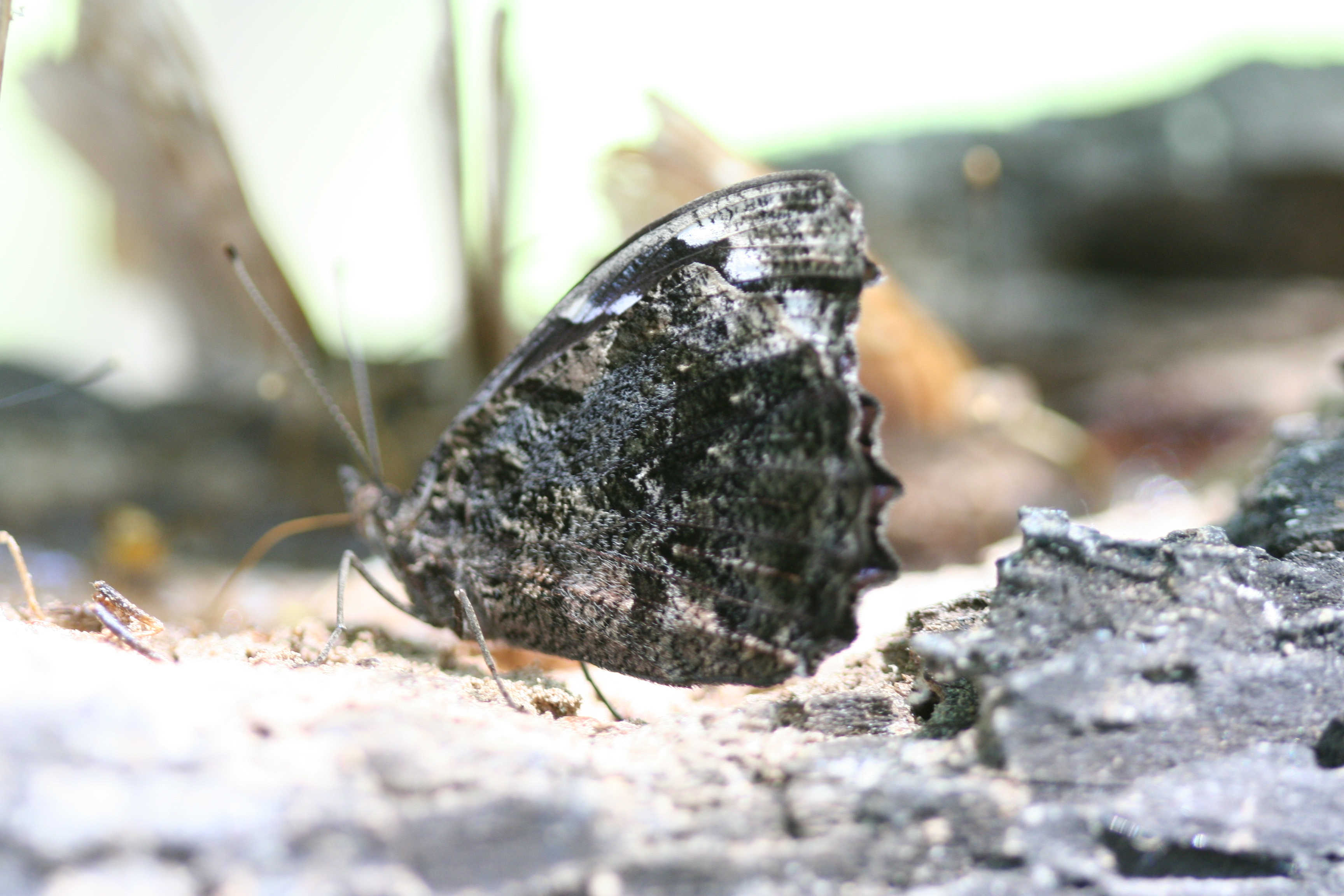
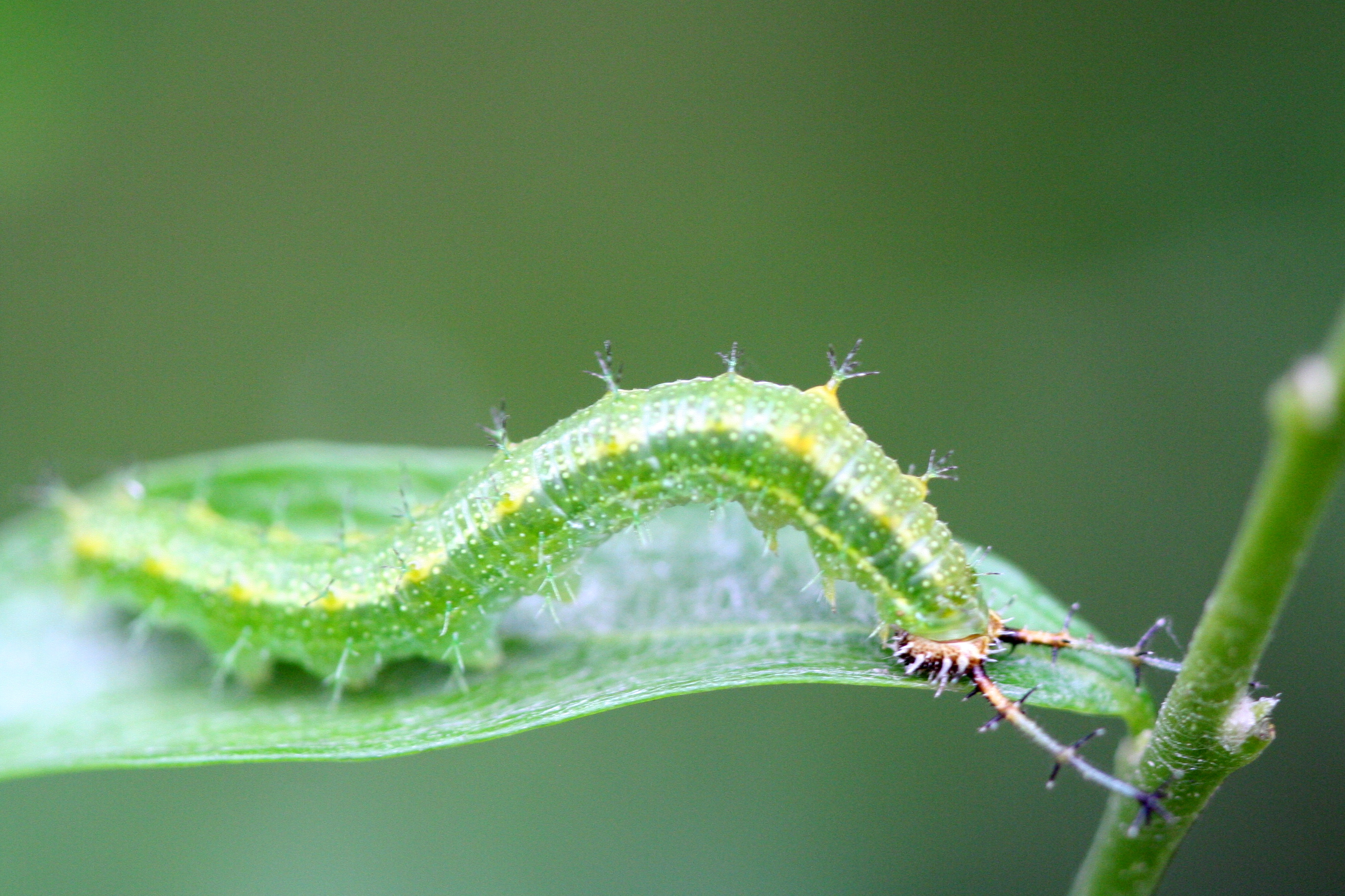
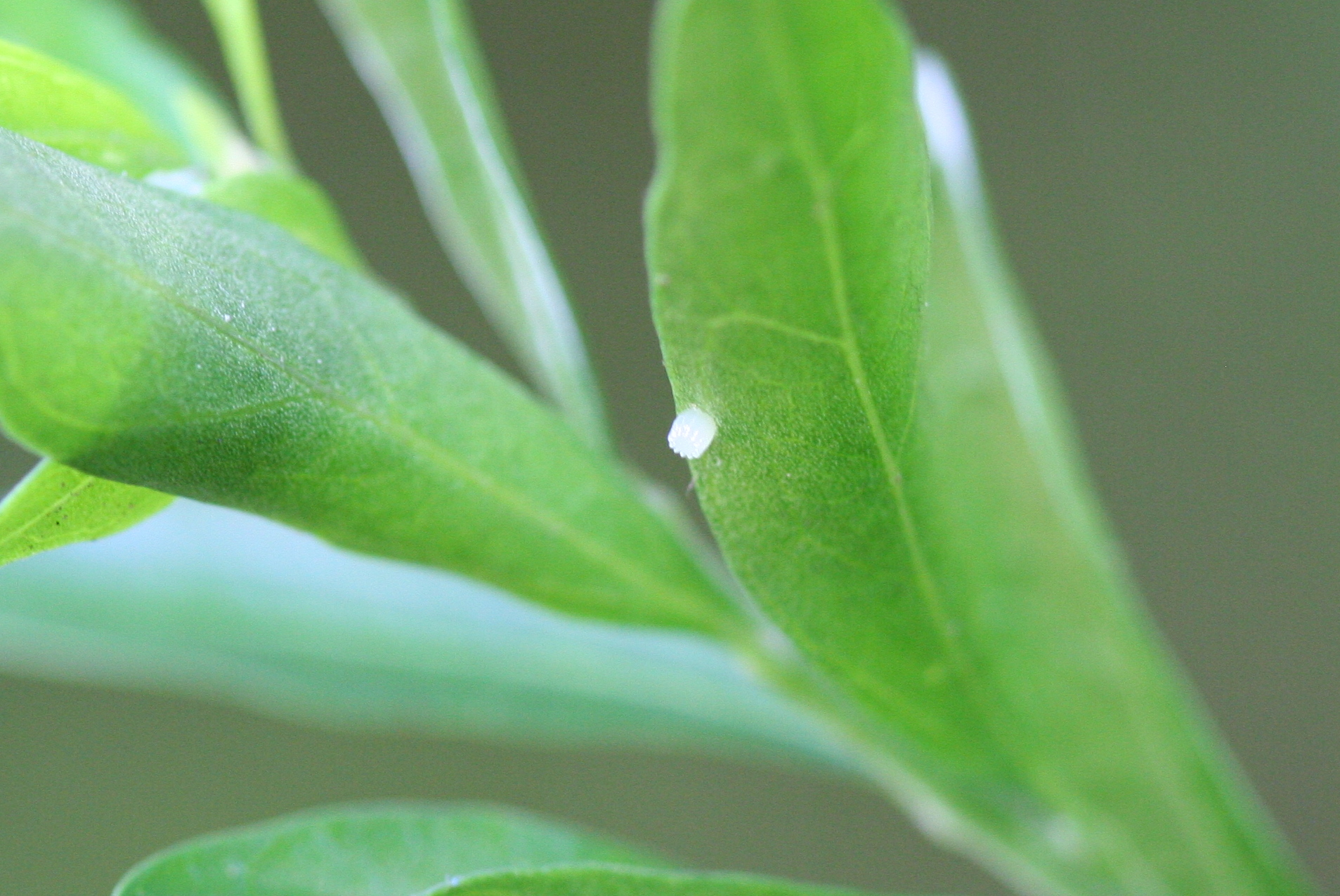